# SMR3A
SMR3A (англ. Submaxillary gland androgen regulated protein 3A) – білок, який кодується однойменним геном, розташованим у людей на 4-й хромосомі. Довжина поліпептидного ланцюга білка становить 134 амінокислот, а молекулярна маса — 14 048.
| 10         |  | 20         |  | 30         |  | 40         |  | 50         |
| ---------- |  | ---------- |  | ---------- |  | ---------- |  | ---------- |
| MKSLTWILGL |  | WALAACFTPG |  | ESQRGPRGPY |  | PPGPLAPPPP |  | PCFPFGTGFV |
| PPPHPPPYGP |  | GRFPPPLSPP |  | YGPGRIPPSP |  | PPPYGPGRIQ |  | SHSLPPPYGP |
| GYPQPPSQPR |  | PYPPGPPFFP |  | VNSPTDPALP |  | TPAP       |  |            |

A: Аланін

C: Цистеїн

D: Аспарагінова кислота

E: Глутамінова кислота

F: Фенілаланін

G: Гліцин

H: Гістидин

I: Ізолейцин

K: Лізин

L: Лейцин

M: Метіонін

N: Аспарагін

P: Пролін

Q: Глутамін

R: Аргінін

S: Серин

T: Треонін

V: Валін

W: Триптофан

Секретований назовні.